# Huangchuan, Jiangsu
Huangchuan är en köping i Kina. Den ligger i provinsen Jiangsu, i den östra delen av landet, omkring 290 kilometer norr om provinshuvudstaden Nanjing. Antalet invånare är 53 121. Befolkningen består av 26 949 kvinnor och 26 172 män. Barn under 15 år utgör 20,0 %, vuxna 15-64 år 69 %, och äldre över 65 år 10,0 %.
Genomsnittlig årsnederbörd är 1 024 millimeter. Den regnigaste månaden är juli, med i genomsnitt 321 mm nederbörd, och den torraste är januari, med 9 mm nederbörd.